# 2 Days & 1 Night
2 Days & 1 Night (v korejském originále 1박2일, Il pak i il) je jihokorejská zábavná cestovatelská reality show, která je vysílaná každé pondělí od 18:30 do 19:55 na stanici KBS2 od 5. srpna 2007 doposud. Epizody jsou také jednou týdně nahrávány s anglickými titulky na YouTube prostřednictvím oficiálního kanálu KBS World. Motto pořadu je "Skutečná rozmanitost divokých cest". Jeho hlavním konceptem je doporučovat různá zajímavá místa, která mohou diváci v Jižní Koreji navštívit. Natáčení se obvykle provádí 2 týdny před premiérovým vysíláním v televizi. Kromě stanice KBS2 se pořad vysílá na stanicích KBS Joy, KBS Drama a KBS World.
Pořad je u diváků velice oblíbený a získal si v Koreji velikou popularitu. Spolu s pořadem Návrat Superhrdiny tvoří hlavní segment společnosti KBS.

## Popis
Členové podnikají různé výlety po Jižní Koreji. V každé epizodě plní členové různé mise, aby získali odměny (př. populární jídlo z regionu, kde se nacházejí) a vyhnuli se trestu (př. nedostanou jídlo).

## Vysílání
Pořad je premiérově vysílán každé pondělí od 18:30 do 19:55 na stanici KBS2. Kvůli autorským právům nemohou lidé tento kanál sledovat mimo Jižní Koreu, proto je pořad nahráván na oficiální YouTube kanál KBS World.